# Ludwig Dürr (General)
Ludwig Wilhelm August Dürr (* 6. Mai 1822 in Durlach; † 22. Juni 1891 in Karlsruhe) war ein preußischer Generalmajor.

## Leben

### Herkunft
Ludwig war der Sohn des späteren Revisors bei der Wasser- und Straßenbaudirektion in Karlsruhe, Engelhard Dürr († 1866) und dessen Ehefrau Christiane, geborene Wagner († 1828).

### Militärkarriere
Nach dem Besuch des Lyzeums und des Polytechnikums in Karlsruhe trat Dürr am 1. April 1839 als Musketier in das Leibinfanterieregiment der Badischen Armee ein. Dort avancierte er Ende Mai 1841 zum Leutnant und fungierte ab 5. Dezember 1841 als Bataillonsadjutant. Am 22. Januar 1842 kommandierte man Dürr zum Bau der Bundesfestung Rastatt und 1844 erfolgte seine Zuteilung zur Ingenieursektion des Generalquartiermeisterstabes. In dieser Stellung wurde er Ende April 1845 Oberleutnant und im Frühjahr 1848 bei der Aufstellung des VIII. Bundeskorps zum Generalstab der 2. Division kommandiert. Dürr nahm im Stab des Generals von Gagern am Gefecht auf der Scheideck teil. Am 6. August 1848 wurde er zum Generalstab des Feldtruppenkorps für den Feldzug in Schleswig und Holstein kommandiert. Aufgrund des kurz darauf eingetretenen Waffenstillstandes von Malmö hatte Dürr keine Gelegenheit, sich an Kampfhandlungen zu beteiligen. Er kehrte daraufhin nach Karlsruhe zurück und war als Lehrer an der dortigen Kriegsschule tätig. Im Oktober 1851 erhielt er seine Kommandierung als Ingenieuroffizier nach Rastatt, stieg ein Jahr später zum Hauptmann auf und fungierte ab Dezember 1853 für zwei Jahre als erster Adjutant des Gouverneurs Gayling von Altheim. Anschließend ernannte man ihn zum Kommandanten des Kadettenkorps. Während der Mobilmachung anlässlich des Sardinischen Krieges war Dürr dem Generalstab der Felddivision zugeteilt und mit der Leitung des Büros des Inneren Dienstes beauftragt. Nachdem er am 9. Juni 1860 zum Major befördert worden war, ernannte ihn Großherzog Friedrich I. Ende des Monats zu seinem Flügeladjutanten. Mitte Mai 1865 kehrte Dürr als Bataillonskommandeur im 3. Infanterie-Regiment in den Truppendienst zurück. Während des Deutschen Krieges wurde er 1866 zum Oberstleutnant befördert und nach dem Abzug der österreichischen und preußischen Truppen aus der Bundesfestung Rastatt zum Ingenieur vom Platz ernannt. In dieser Stellung am 10. März 1868 zum Oberst befördert, hatte Dürr 1870 bei Ausbruch des Krieges gegen Frankreich die Aufgabe, die Bundesfestung rasch in Verteidigungszustand zu setzen.
Großherzog Friedrich I. ehrte ihn 1871 durch die Verleihung des Kommandeurkreuzes II. Klasse des Ordens vom Zähringer Löwen und Kaiser Wilhelm I. verlieh ihm den Kronenorden II. Klasse. Mit einem Patent vom 26. Juli 1870 wurde Dürr am 15. Juli 1871 als Oberst unter Belassung in seiner Stellung als Ingenieuroffizier vom Platz in Rastatt in den Verbund der Preußischen Armee übernommen und dem Stab des Ingenieurkorps aggregiert. Man beauftragte ihn am 15. August 1871 mit der Wahrnehmung der Geschäfte als Inspekteur der 3. Festungs-Inspektion und ernannte ihn am 1. Juni 1872 zum Inspekteur dieser Inspektion in Posen. Am 2. Mai 1874 erhielt Dürr den Charakter als Generalmajor und anlässlich des Ordensfestes am 17. Januar 1875 verlieh man ihm den Roten Adlerorden III. Klasse mit Schleife. Aufgrund seiner Gesundheitszustandes wurde er am 11. März 1875 mit der gesetzlichen Pension zur Disposition gestellt.
Nach seinem Abschied betätigte Dürr sich von Oktober 1880 bis Ende 1884 als 2. Präsident des Badischen Militärvereinsverbandes.

### Familie
Dürr war zunächst mit Franziska König verheiratet, die am 22. Juni 1862 in Karlsruhe verstarb. Aus dieser Ehe gingen zwei Söhne hervor. Ludwig (1852–1934) wurde deutscher Reichsgerichtsrat, Karl (1854–1919) avancierte zum General der Infanterie und war langjähriger Generaladjutant des Großherzogs Friedrich II. von Baden. In zweiter Ehe heiratete Dürr am 31. März 1864 in Karlsruhe Sophie Freiin Schilling von Cannstatt (1838–1895).